# Otto Weiss & Co.
Die Firma Otto Weiss & Co. war ein deutscher Automobilhersteller.
Das Unternehmen war an der Greifswalder Straße 140 in Berlin ansässig. 1903 begann die Produktion von Kraftfahrzeugen, die 1906 endete. Der Markenname lautete Weiss.
Gebaut wurden Automobile mit dem Namen Herald, die in ihrer Konstruktion im Wesentlichen denen der Maurer-Union in Nürnberg entsprachen. Sie waren mit Motoren mit ein, zwei oder vier Zylindern und 12 bis 40 PS Leistung ausgestattet und hatten Reibradgetriebe.
Im März 1903 präsentierte das Unternehmen auf der Deutschen Automobilausstellung in Berlin zwei Tonneaus mit 8 PS bzw. 10 PS Leistung, einen Omnibus für sechs Personen sowie ein Fahrgestell.
Wegen der Ähnlichkeit der Produkte kam es zu einem Rechtsstreit mit der Maurer-Union, den diese gewann. Daraufhin musste die Produktion eingestellt und die Firma liquidiert werden, um die Schadenersatzforderungen aus den Patentverletzungen begleichen zu können.